# LE (rapper)
Đây là một tên người Triều Tiên, họ là Ahn.
Ahn Hyo-jin (sinh ngày 10 tháng 12 năm 1991), thường được biết đến với nghệ danh LE hay Elly (/ˈɛli/), là một nữ rapper, ca sĩ và nhạc sĩ Hàn Quốc. Cô là thành viên của nhóm nhạc nữ EXID đã từng thuộc Banana Culture thành lập và quản lý.

## Tiểu sử
LE tên thật là Ahn Hyo-jin. Cô sinh ngày 10 tháng 12 năm 1991 tại Cheonan, Chungcheong, Hàn Quốc.

## Sự nghiệp

### Trước khi ra mắt
LE từng là thành viên của nhóm rap underground Jiggy Fellaz với nghệ danh "Elly" và đã xuất hiện trong bài hát "Whenever You Play That Song" của Huh Gak trước khi ra mắt cùng với EXID

### EXID
EXID chính thức ra mắt vào ngày 15 tháng 2 năm 2012 với single "Whoz that girl". Cô đảm nhiệm vai trò Rap chính trong nhóm.

### Hoạt động cá nhân
Vào tháng 5 năm 2012, LE đã hợp tác cùng Gavy NJ với ca khúc "Don't Call Me".
Vào tháng 2 năm 2013, Brave Brothers đã tiết lộ rằng LE sẽ hợp tác với Junhyung của BEAST và Feeldog của Big Star trong một nhóm nhạc dự án và sẽ ra mắt một single vào ngày 21 tháng 3 năm 2013. Teaser của bài hát được cho ra với rating 19+ mà trước đó đã được biết đến trong single cover, "19+ Profanity Included – Absurd", và ngày 20 tháng 2, Brave Brothers cho ra phiên bản LE của MV teaser bài hát "You Got Some Nerve".
Phiên bản "15+" của bài hát ra vào ngày 21 tháng 2, bài hát ban đầu có rating "19+", nhưng đại diện của Brave Brothers cho biết: "You Got Some Nerve dự kiến được phát hành với rating 19+, nhưng vì có quá nhiều sự chú ý của người hâm mộ, chúng tôi quyết định đưa tiếng *beep* vào những lời tục tĩu trong bài hát". Phiên bản rõ ràng của bài hát và MV sẽ được phát hành vào ngày 25 tháng 2 năm 2013. Một số người hâm mộ đã tức giận bởi điều này, họ nói "Vậy tại sao họ thu hút sự chú ý khi để rating 19+ trên poster 'You Got Some Nerve'?". Trong khi đó, một hãng truyền thông tiết lộ rằng bài hát đã không được gửi đến các đài truyền hình để được xem xét và bày tỏ sự thất vọng về "media play" cùng sự thiếu chuyên nghiệp với người hâm mộ của Brave Brothers.
Vào tháng 7 năm 2014, LE xuất hiện trong mini- album "A Talk" của HyunA, và giúp sáng tác 2 ca khúc "French Kiss", và "Black List".
Trong buổi phỏng vấn với 1theK Hashtag vào ngày 3 tháng 5 năm 2015, rapper nổi tiếng Verbal Jint đưa ra nhận xét rằng LE là nữ rapper idol xuất sắc nhất thời điểm đó, và hi vọng sẽ có cơ hội hợp tác với cô. Một thời gian ngắn sau đó, LE tham gia hợp tác và góp giọng trong ca khúc "Gwi Arae" nằm trong album chung của Verbal Jint và Sanchez, ra mắt ngày 31 tháng 8 cùng năm.
Ngày 16 tháng 6 năm 2016, LE xuất hiện trong ca khúc chủ đề "Hold Over", năm trong album trở lại "Transformation" của Wheesung.
Vào ngày 6 tháng 9 năm 2016, LE xác nhận sẽ tham gia chương trình hiphop "Tribe Of Hiphop 2" của đài jTBC với tư cách nhà sản xuất của team Hot Chicks cùng với rapper Cheetah và Yezi của Fiestar. Đây là lần thứ hai LE tham gia một chương trình liên quan tới rap/hiphop, 4 năm sau lần đầu tiên với "Show Me The Money 2".

## Hoạt động

### Sản xuất/Sáng tác/Đồng sáng tác/Viết lời bài hát
Danh sách này chưa bao gồm các hoạt động của LE với EXID, xem thêm tại bài chi tiết: Danh sách đĩa nhạc của EXID
| Nghệ sĩ                | Bài hát |
| ---------------------- | --- |
| Elly & Basick          | 벙개송 |
| Double Trouble         | Rock With Us (feat. Elly) |
| Untouchable            | Jiggy Get Down (feat. Jiggy Fellaz: Vasco, Marco, Bigtray, Deepflow, 9c, Basick, Elly, Joe Brown, Wooside) |
| Joe Brown              | Give Me A Sign (feat. Elly) |
| Nassun                 | Random (Bonus Track) (Feat. 45Rpm, Basick, Beatbox Dg, B-Free, Bigtone, Bizzy, Boltrix, Deepflow, Dynamite, Elly, J-Dogg, J-Kyun, Kikaflo, Koonta, Leo, Mighty Mouth, Minos, Swings, Von, Woo-Side, 만성, 염따, 오반장, 호현) |
| Kang Jihye             | Once Again (feat. Elly) |
| Pinodyne               | Good Night (feat. Junggigo & Elly) |
| Junhyung, Feeldog & LE | You Got Some Nerve |
| Lim Chang Jung         | Shall We Dance With Dr. Lim (feat. LE) |
| HyunA                  | Blacklist (feat. LE), French Kiss |
| Zia                    | Hurt (feat. LE) |
| K.Will                 | Sweet Girl (feat. LE) |
| Gavy NJ                | Don't Call Me (feat. LE) |
| SeeYa                  | The Song Of Love (feat. LE) |
| ALi                    | Goodbye Mr. Kim (feat. LE) |
| Trouble Maker          | Trouble Maker, Now |
| Jewelry                | Look At Me |
| Fiestar                | You're Pitiful |
| DIA                    | My Friend's Boyfriend |
| Boys Republic          | Round |
| Verbal Jint & Sanchez  | Gwi Arae (feat. LE) |
| Wheesung               | Hold Over (feat. LE) |

## Danh sách đĩa nhạc

### Music Videos
| Năm  | Bài hát            | Nghệ sĩ                |
| ---- | ------------------ | ---------------------- |
| 2010 | Jiggy Get Down     | Untouchable            |
| 2013 | You Got Some Nerve | Junhyung, FeelDog & LE |

### Hát bè/Song ca
| Năm  | Bài hát                     | Nghệ sĩ        |
| ---- | --------------------------- | -------------- |
| 2009 | Oh Yeah                     | MBLAQ          |
|      | 벙개송                      | Basick         |
|      | Rock With Us                | Double Trouble |
| 2010 | Give Me A Sign              | Joe Brown      |
|      | Random                      | Nassun         |
| 2011 | Whenever You Play That Song | Huh Gak        |
| 2012 | Once Again                  | Kang Jhye      |
|      | Don't call me               | Gavy NJ        |
|      | Good Night                  | Pinodyne       |
|      | Look At Me                  | Jewelry        |
| 2014 | Sweet Girl                  | K.Will         |
|      | Blacklist                   | HyunA          |
|      | Hurt                        | Zia            |
|      | Sugar Free                  | T-ara          |
|      | Shall We Dance With Dr. Lim | Lim Chang Jung |
|      | The Song of Love            | The SeeYa      |
| 2015 | Goodbye Mr. Kim             | ALi            |